# Élections législatives mongoles de 2020
Les élections législatives mongoles de 2020 ont lieu le 24 juin 2020 afin de renouveler les 76 députés du Grand Khoural d'État de la Mongolie. 
Le Parti du peuple mongol au pouvoir remporte le scrutin et conserve la majorité absolue des sièges, permettant à Ukhnaagiin Khürelsükh d'être reconduit au poste de Premier ministre.

## Contexte
Les élections législatives de juin 2016 sont largement remportées par l'opposition, le Parti du peuple mongol obtenant 65 sièges sur 76 contre seulement 9 pour le Parti démocrate du Premier ministre sortant Chimed Saikhanbileg, auquel succède Jargaltulga Erdenebat. 
L'élection présidentielle organisée l'année suivante voit cependant le candidat démocrate Khaltmaagiyn Battulga l'emporter de justesse. Pour la première fois dans l'histoire du pays, un deuxième tour est nécessaire pour départager les deux candidats arrivés en tête, aucun n'ayant remporté la majorité au premier tour. Battulga l'emporte finalement sur Miyeegombyn Enkhbold avec 50,61 % des suffrages. L'élection passe très près d'être annulée selon la loi électorale mongole qui prend en compte les votes blancs, Battulga n'obtenant la majorité qu'avec moins de 8 000 voix.
La défaite du candidat du parti au pouvoir mène au remplacement du Premier ministre par Ukhnaagiin Khürelsükh, qui prend ses fonctions le 7 octobre 2017.

## Système électoral

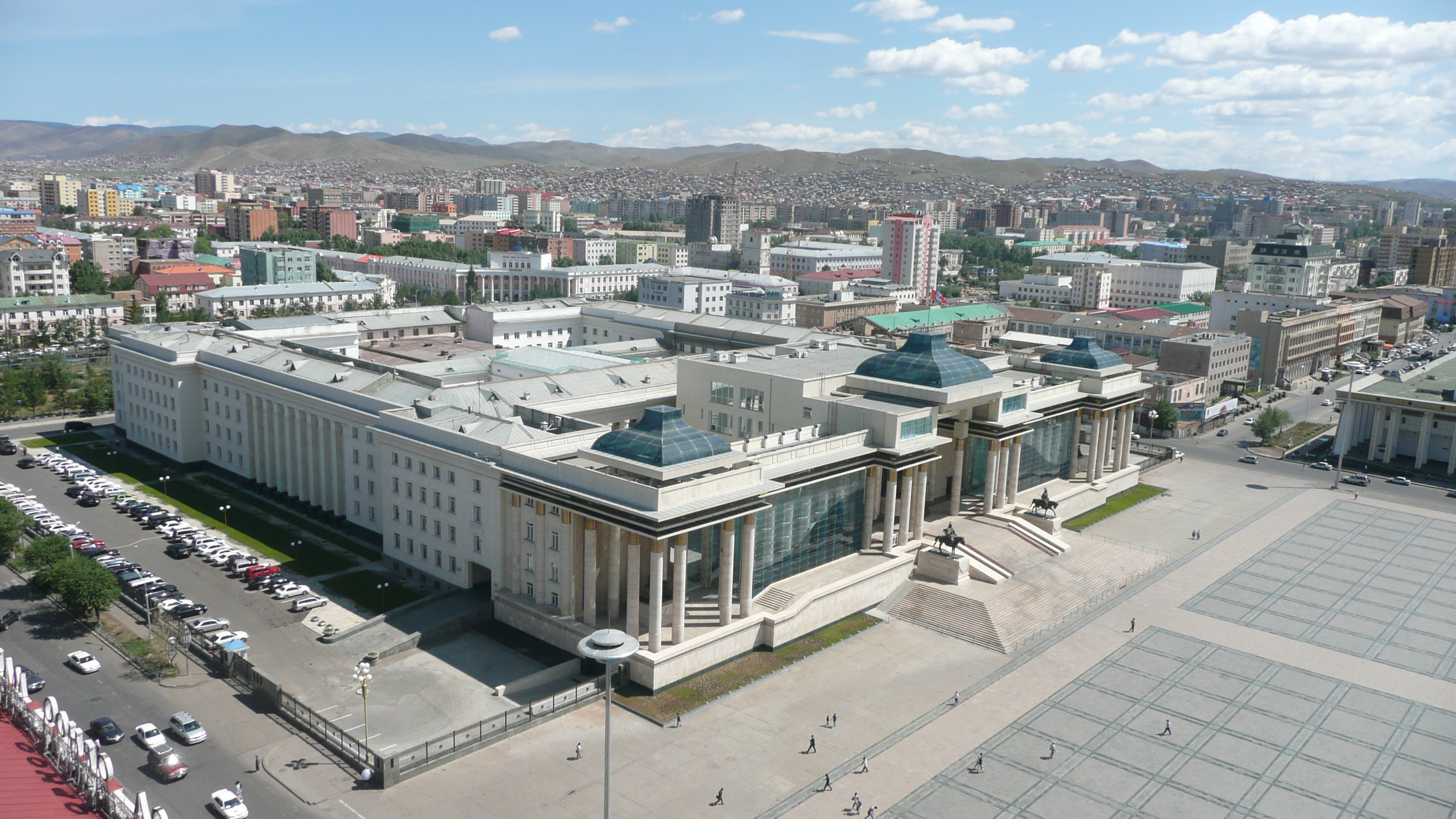
Le siège du parlement à Oulan-Bator.

Le Grand Khoural d'État est un parlement unicaméral doté de 76 sièges pourvus pour quatre ans au scrutin majoritaire plurinominal dans 29 circonscriptions de 2 à 3 sièges. Les électeurs choisissent autant de candidats que de sièges à pourvoir dans leur circonscription, et les candidats ayant recueilli le plus de voix sont déclarés élus. Pour que le scrutin soit valide dans une circonscription, le taux de participation doit y atteindre le quorum de participation de 50 %. À défaut, il est procédé à un nouveau scrutin dans la circonscription concernée. Le découpage des circonscriptions désavantage la population de la capitale Oulan-Bator, qui représente plus de la moitié de celle du pays, mais n'est représentée que par un tiers des sièges,.
La Mongolie est marquée depuis plusieurs décennies par des changements fréquents du système électoral utilisé pour ses législatives. Le scrutin de 2020 a ainsi lieu une fois encore dans le cadre d'une nouvelle loi électorale. Lors du scrutin précèdent en 2016, les 76 sièges du parlement étaient pourvus au scrutin uninominal majoritaire à un tour dans autant de circonscriptions. Le 22 décembre 2019, une nouvelle loi électorale est cependant votée, établissant le nouveau système en vigueur pour le scrutin de l'année suivante. Celui ci avait déjà été utilisé en 1992 et 2008, et ne permet pas aux électeurs vivant à l'étranger de participer au vote. La nouvelle loi électorale interdit par ailleurs aux individus condamnés pour corruption de se porter candidats, étend la période de campagne officielle de 18 à 22 jours, et établit un quota de nomination de 20 % de candidates de sexe féminin pour chaque parti en lice, malgré les efforts de députées visant à le porter à 30 %,.

## Résultats
Chaque électeur disposant de plusieurs voix, le total de ces dernières est largement supérieur au nombre de bulletins de vote valablement exprimés.
|                        |                                           |           |       |               |        |               |  |  |  |
| Partis                 | Partis                                    | Votes     | %     | +/–           | Sièges | +/–           |  |  |  |
|                        | Parti du peuple mongol                    | 1 795 793 | 44,93 | 0,19          | 62     | 3             |  |  |  |
|                        | Parti démocrate                           | 978 890   | 24,49 | 8,65          | 11     | 2             |  |  |  |
|                        | Notre coalition                           | 323 675   | 8,10  | Nv            | 1      | [ a ]         |  |  |  |
|                        | Nouvelle coalition                        | 213 812   | 5,35  | Nv            | 0      | en stagnation |  |  |  |
|                        | Coalition électorale de la bonne personne | 209 104   | 5,23  | Nv            | 1      | 1             |  |  |  |
|                        | Coalition de l'ordre constitutionnel      | 41 417    | 1,04  | Nv            | 0      | en stagnation |  |  |  |
|                        | Parti vert mongol                         | 23 473    | 0,59  | Nv            | 0      | en stagnation |  |  |  |
|                        | Parti de l'amour du peuple                | 18 542    | 0,46  | 0,16          | 0      | en stagnation |  |  |  |
|                        | Parti de la majorité populaire            | 13 720    | 0,34  | Nv            | 0      | en stagnation |  |  |  |
|                        | Zon Olny Nam                              | 8 710     | 0,22  | Nv            | 0      | en stagnation |  |  |  |
|                        | Parti pour la liberté                     | 5 142     | 0,13  | en stagnation | 0      | en stagnation |  |  |  |
|                        | Parti pour le développement du Ger        | 4 176     | 0,10  | Nv            | 0      | en stagnation |  |  |  |
|                        | Ikh Ev Nam                                | 4 118     | 0,10  | Nv            | 0      | en stagnation |  |  |  |
|                        | Parti du programme de développement       | 3 521     | 0,09  | Nv            | 0      | en stagnation |  |  |  |
|                        | Parti populaire                           | 3 333     | 0,08  | Nv            | 0      | en stagnation |  |  |  |
|                        | Parti du monde mongol                     | 591       | 0,01  | Nv            | 0      | en stagnation |  |  |  |
|                        | Parti uni des patriotes                   | 448       | 0,01  | 0,83          | 0      | en stagnation |  |  |  |
|                        | Indépendants                              | 348 078   | 8,71  | 3,88          | 1      | en stagnation |  |  |  |
| Total des voix         | Total des voix                            | 3 996 543 | 100   |               |        |               |  |  |  |
|                        |                                           |           |       |               |        |               |  |  |  |
| Votes valides          |                                           |           |       |               |        |               |  |  |  |
| Votes blancs           |                                           |           |       |               |        |               |  |  |  |
| Votes nuls             |                                           |           |       |               |        |               |  |  |  |
| Total                  | Total                                     | 1 475 895 | 100   | –             | 76     | en stagnation |  |  |  |
| Abstention             | Abstention                                | 528 074   | 26,35 |               |        |               |  |  |  |
| Inscrits/Participation | Inscrits/Participation                    | 2 003 969 | 73,65 |               |        |               |  |  |  |

## Conséquences

Sièges remportés par circonscription;

Malgré un léger recul, le Parti du peuple mongol au pouvoir remporte le scrutin et conserve la majorité absolue des sièges. Le Parti démocrate ne parvient pas à s'imposer, malgré un gain de deux sièges. Deux nouveau partis font leur entrée au parlement, tandis que le Parti révolutionnaire du peuple mongol perd son unique siège de député. L'ancien Premier ministre Norov Altankhuyag parvient quant à lui à se faire élire en tant qu'indépendant.
Seuls les partis représentés au Grand Khoural d'État peuvent soumettre des candidats au poste de président de la République lors de l'élection présidentielle mongole de 2021.